# Лукашевич, Леонид Николаевич
Леони́д Никола́евич Лукаше́вич (14 января 1921 года, Минск, БССР — 12 марта 1980 года, Челябинск) — советский государственный деятель, председатель Челябинского Исполнительного комитета в 1971—1980 годах.

## Биография
В 1942 году окончил Уральский индустриальный институт. Затем работал мастером котельного цеха на Златоустовском металлургическом заводе. В апреле 1945 года — первый секретарь Сталинского райкома ВЛКСМ г. Златоуста. В 1947 году инструктор на том же заводе, затем стал заведующим промышленно-транспортным отделом Златоустовского горкома ВКП(б). В декабре 1955 года избран вторым секретарем, а затем (1958 год) — первым секретарём Златоустовского горкома КПСС. В марте 1963 года заместитель председателя исполкома Челябинского промышленного облисполкома. С декабря 1964 года по март 1971 год заведующий отделом оборонной промышленности Челябинского обкома КПСС.
В 1971-1980 годах председатель Челябинского горисполкома. Большое внимание уделял развитию коммунального хозяйства города, благоустройству центра, расширению сети торговли и общественного питания, добился разрешения на начало проектирования Челябинского метрополитена. Под его руководством велось строительство новых микрорайонов на северо-западе города, построены подземные переходы и сквер на площади Революции.
Являлся депутатом Верховного Совета РСФСР 9-го и 10-го созывов, делегат 22-го и 25-го съездов КПСС.

## Награды и память

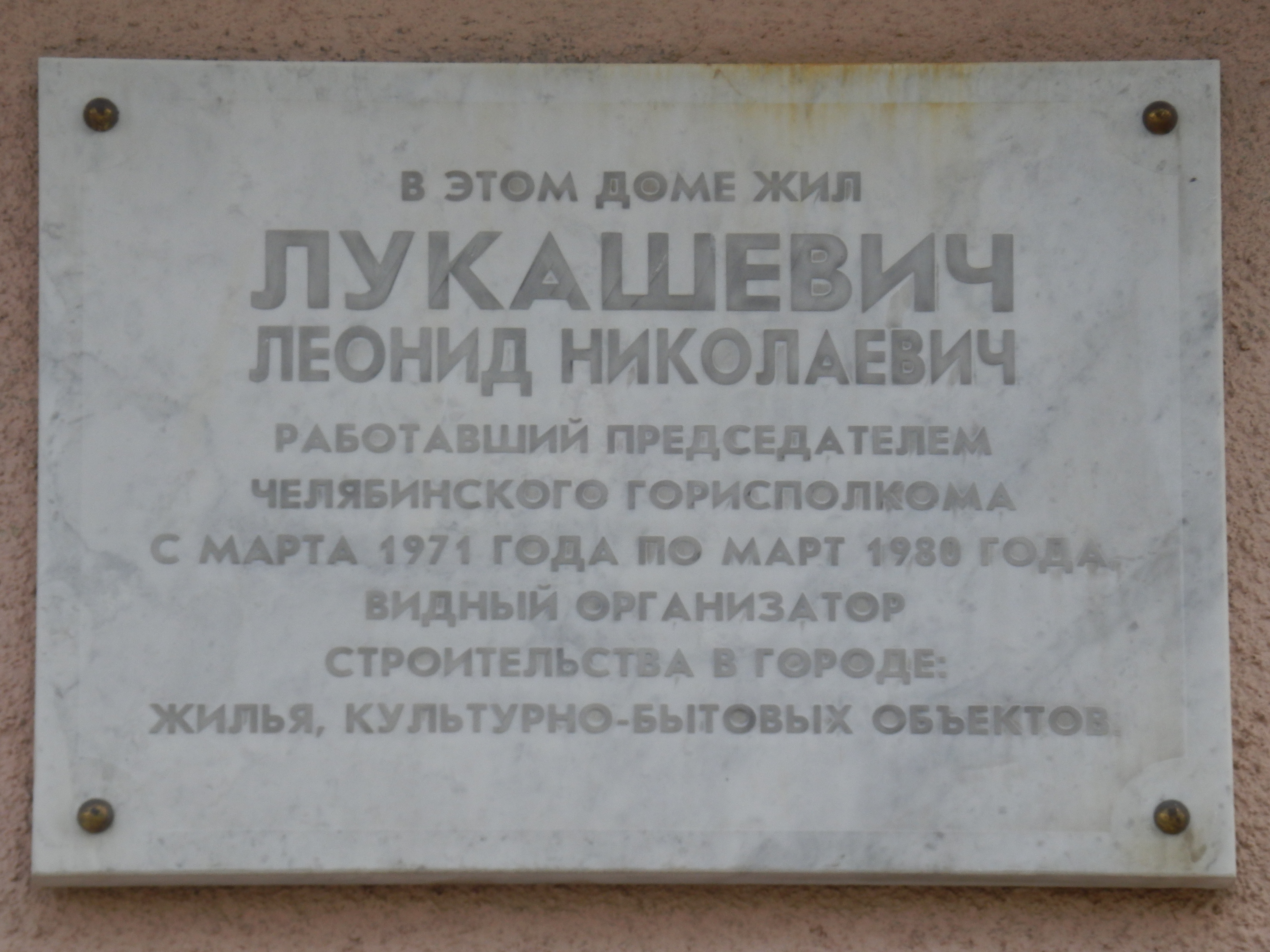
Мемориальная доска в Челябинске

Награждён орденами: Октябрьской Революции, «Знак Почета», два ордена Трудового Красного Знамени.
В память о Лукашевиче на доме 73 по ул. Проспект Ленина установлена мемориальная доска.